# آرون اکهارت
آرون ادوارد اکهارت (به انگلیسی: Aaron Edward Eckhart) هنرپیشه اهل ایالات متحده آمریکا است. اکهارت که در کوپرتینوی کالیفرنیا زاده شد، در سنین پایین به بریتانیا نقل مکان کرد. او حرفه بازیگری خود را با بازی در نمایشنامه های مدرسه آغاز کرد و سپس برای سال آخر دبیرستان به استرالیا رفت. او دبیرستان را بدون فارغ التحصیلی ترک کرد، اما از طریق دوره آموزش حرفه ای دیپلم گرفت و سپس در سال ۱۹۹۴ با مدرک لیسانس هنرهای زیبا در رشته فیلم، از دانشگاه بریگام یانگ در یوتا، ایالات متحده فارغ‌التحصیل شد.

## زندگی‌نامه
در ۱۲ مارس ۱۹۶۸ در کوپرتینو، کالیفرنیا زاده شد.  او پسر مریم مارتا اکهارت (ملقب به لارنس)، یک نویسنده، هنرمند و شاعر و جیمز کنراد اکهارت، مدیر اجرایی کامپیوتر است. او دارای دو برادر بزرگتر از خود است.
آرون اکهارت در ۱۳ سالگی با خانواده‌اش به انگلستان و پس از آن به استرالیا رفت و مدتی از دبیرستانش را در سیدنی گذراند.
وی سال ۱۹۹۴ از دانشگاه بریگهم یانگ فارغ‌التحصیل رشته هنر شد.

## فیلم‌شناسی
| سال  | فیلم                  | نقش                    | توضیحات |
| ---- | --------------------- | ---------------------- | --- |
| ۱۹۹۲ | خطر مضاعف             | دیواین                 | |
| ۱۹۹۳ | کشتار بی‌گناهان        | کن رینولدز             | |
| ۱۹۹۶ | بیگانگان در خانواده   |                        | قسمت:دیدار با برادیز |
| ۱۹۹۷ | کمپانی مردان          | چاد                    | جایزه ایندیپندنت اسپیریت جایزه ستلایت |
| ۱۹۹۸ | دوستان و همسایگان     | بری                    | |
| ۱۹۹۸ | پنج‌شنبه               | نیک                    | |
| ۱۹۹۹ | مولی                  | باک مکی                | |
| ۱۹۹۹ | هر یکشنبه کذایی       | نیک کرازیر             | |
| ۲۰۰۰ | ارین براکویچ          | جرج                    | |
| ۲۰۰۰ | پرستار بتی            | دل سیزمور              | |
| ۲۰۰۰ | رقصیدن                | "مرد"                  | |
| ۲۰۰۱ | قول                   | استن کرولاک            | |
| ۲۰۰۲ | تسخیر                 | رولند مایکل            | |
| ۲۰۰۳ | هسته                  | دکتر جاش کیز           | |
| ۲۰۰۳ | گم‌شده                 | بریک بلدوین            | |
| ۲۰۰۳ | چک                    | جیمز ردریک             | |
| ۲۰۰۴ | مظنون شماره صفر       | توماس ماکلوی           | |
| ۲۰۰۴ | فریژر                 | فرانک                  | سریال؛ قسمت دوم |
| ۲۰۰۵ | هرگز نبوده            | زک ریلی                | |
| ۲۰۰۶ | گفتگو با زنان دیگر    | مرد                    | |
| ۲۰۰۶ | ممنون که سیگار می‌کشید | نیک نیلور              | نامزد – جایزه گلدن گلوب بهترین بازیگر مرد فیلم موزیکال یا کمدی نامزد – جایزه ایندیپندنت اسپیریت برای بهترین بازیگر مرد نامزد – جایزه بهترین بازیگر مرد از دیدگاه منتقدان سنت لوئیس             |
| ۲۰۰۶ | مرد حصیری             | مسئول توقفگاه کامیون   | |
| ۲۰۰۶ | کوکب سیاه             | گروهبان لی بلانچارد    | |
| ۲۰۰۷ | بدون رزرو             | نیک پالمر              | |
| ۲۰۰۷ | لچک به سر             | آقای ووزو              | |
| ۲۰۰۸ | بیل را ملاقات کن      | بیل                    | |
| ۲۰۰۸ | شوالیه تاریکی         | دوچهره                 | جایزه بهترین گروه بازیگری از انجمن منتقدان اوهایو مرکزی جایزه برگزیده مردم نامزد – جایزه بهترین گروه بازیگری از دیدگاه منتقدان نامزد – جایزه زحل برای بهترین بازیگر مکمل مرد نامزد – جایزه جیغ |
| ۲۰۰۹ | عشق پیش می‌آید         | دکتر بروک رایان        | |
| ۲۰۱۰ | لانه خرگوش            | هاوی کرابت             | نامزد – جایزه ایندیپندنت اسپیریت برای بهترین بازیگر مرد نامزد – جایزه انجمن منتقدان سن دیگو برای بهترین بازیگر                                                                                 |
| ۲۰۱۰ | دوست بودن             |                        | |
| ۲۰۱۱ | نبرد در لس‌آنجلس       | مایکل نانتز            | |
| ۲۰۱۱ | خاطرات عجیب و غریب    | ساندرسون               | |
| ۲۰۱۲ | پاک شده               | بن لوگان               | همچنین با نام (خارج از کشور) هم شناخته می‌شود |
| ۲۰۱۳ | سقوط المپیوس          | رئیس‌جمهور بنجامین عاشر | |
| ۲۰۱۴ | من، فرانکنشتاین       | هیولای فرانک اشتاین    | |
| ۲۰۱۵ | همه آمریکایی‌های من    | دارل رویال             | |
| ۲۰۱۶ | لندن سقوط کرده‌است     | رئیس‌جمهور بنجامین عاشر | |
| ۲۰۱۶ | سالی                  | جف اسکیلز              | |
| ۲۰۱۶ | برای این خون بریز     | کوین رونی              | |
| ۲۰۱۶ | حلول                  |                        | |
| ۲۰۱۹ | مرز وظیفه             |                        | |
| ۲۰۱۹ | میدوی                 |                        | |
| ۲۰۲۰ | واندر                 |                        | |
| ۲۰۲۳ | پوزه‌بند               | جیک راسر               | |
| ۲۰۲۳ | غرش از میان تاریکی    | جک بوچر                | |
| ۲۰۲۴ | آجرچین                | استیو ویل              | |
| ۲۰۲۴ | رئیس ایستگاه          | بن                     | |
| ۲۰۲۴ | طبقه‌بندی‌شده           | ایوان شاو              | |